# Fortification
« Forteresse » redirige ici.  Pour le groupe de metal, voir Forteresse (groupe).
Ne doit pas être confondu avec Fortification alimentaire.

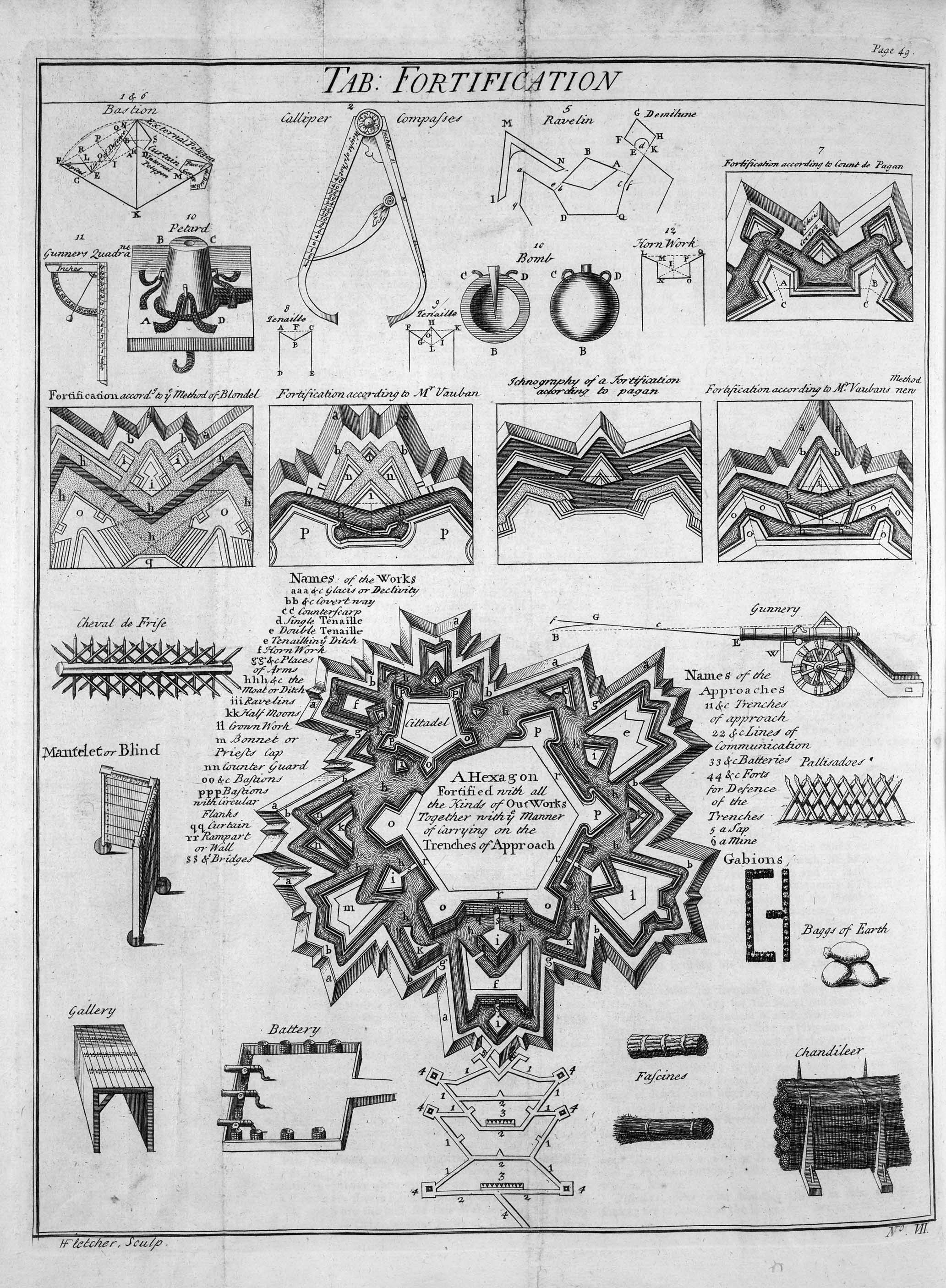
Planche de Cyclopaedia sur les fortifications.

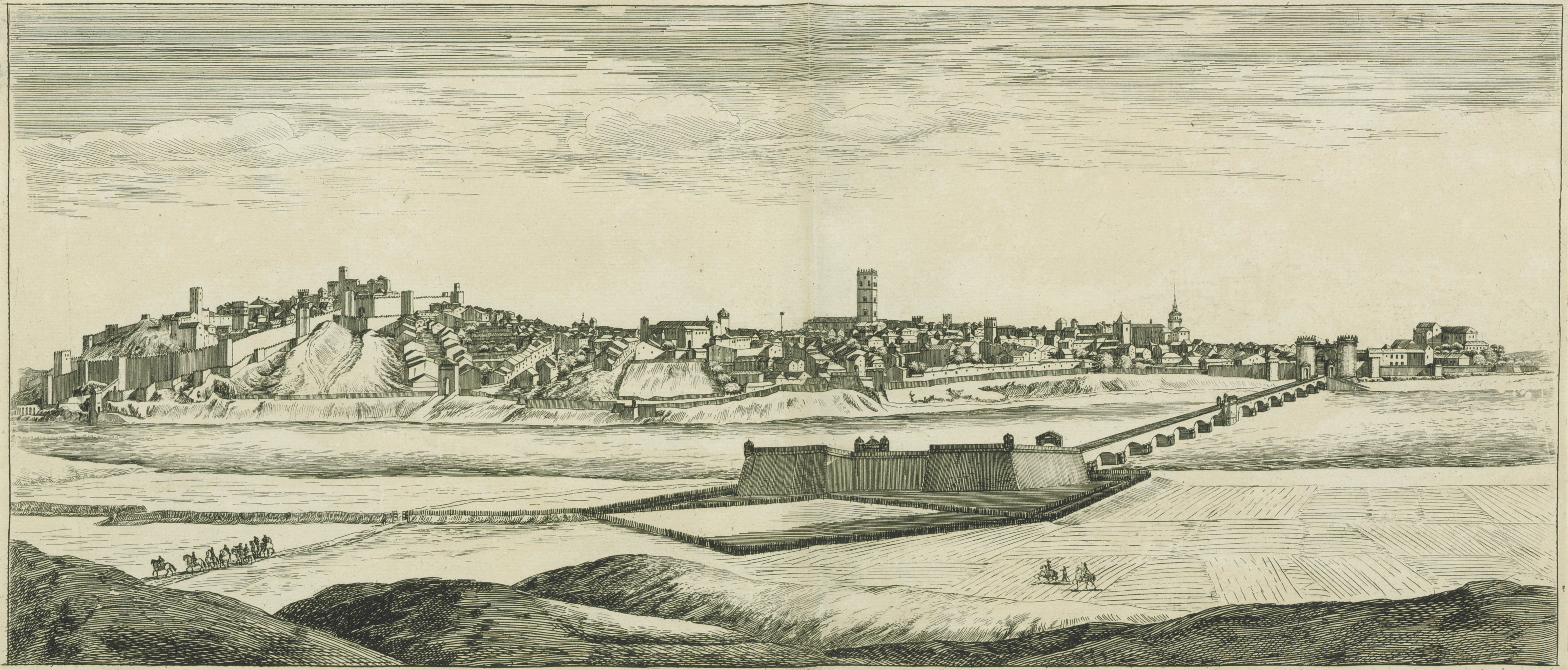
Badajoz.

La fortification (du latin fortificatio « action de fortifier ») est l'art militaire de renforcer une position ou un lieu par des ouvrages de défense en prévision de leur éventuelle attaque. Par extension, la fortification désigne ces ouvrages de défense eux-mêmes.

## Principes

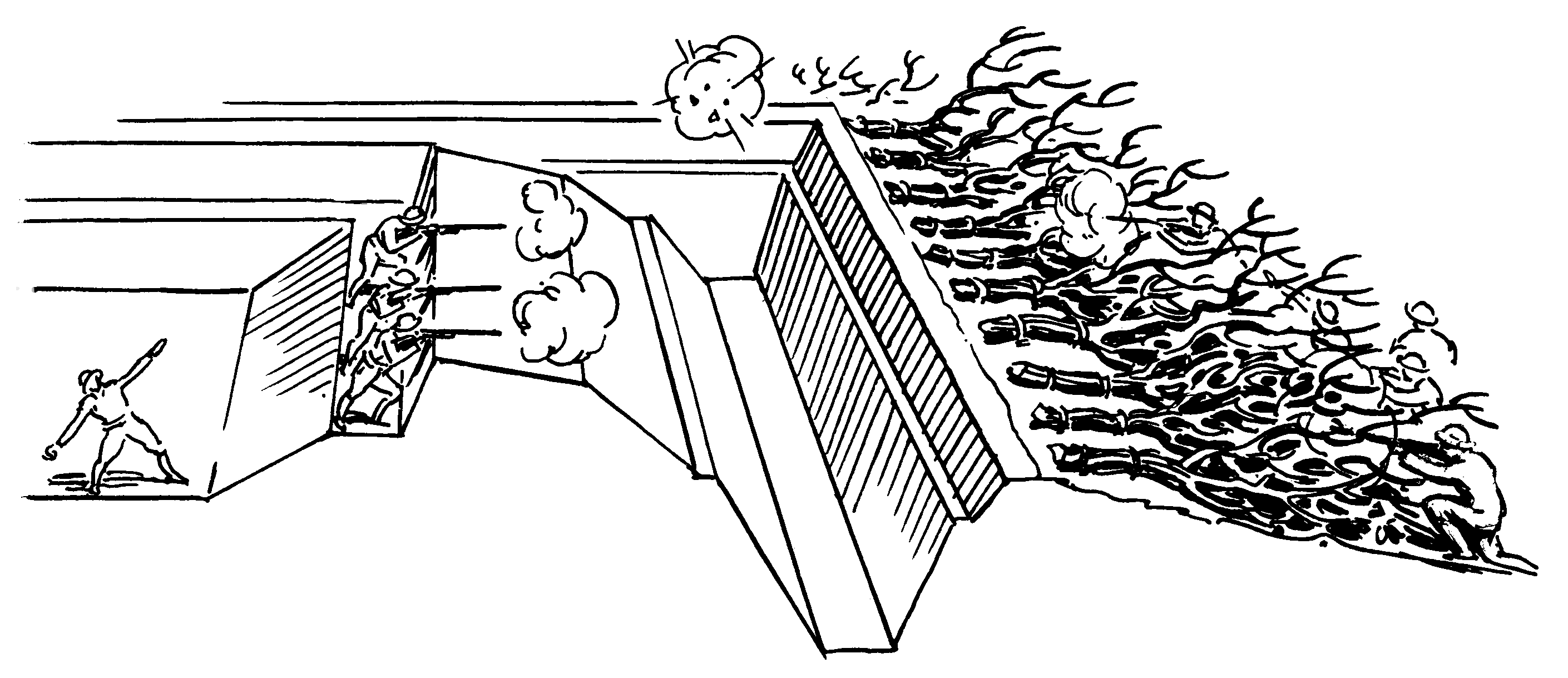
Renforcement du rôle d'obstacle de la fortification par un abattis de branches d'arbres.

La fortification a deux fonctions principales :
- l'obstacle en retardant l'attaquant dans sa progression vers l'affrontement rapproché en l'obligeant à rester plus longtemps sous le feu des défenseurs ;
- la protection en mettant à l'abri des attaques de l'ennemi les troupes chargées de défendre les obstacles. Cette composante de protection peut être remplie de deux façons : directement, par l'utilisation de constructions assez solides pour arrêter les projectiles ennemis et indirectement, par l'emploi de la distance et de l'avantage en portée et plus récemment du camouflage. Globalement, la généralisation d'armes à feu de plus en plus perfectionnées a eu pour conséquence d'accroître le besoin de protection, l'obstacle perdant de l'importance avec la mécanisation des troupes d'assaut (en).

Elle peut cependant avoir d'autres fonctions comme une fonction symbolique, concrétisant un pouvoir ou une propriété.

## Classification
Il est possible de qualifier les fortifications de bien des manières.

### De permanence et de campagne

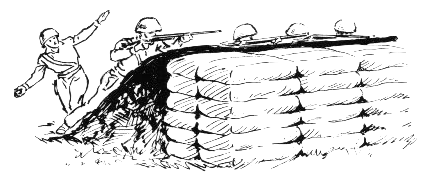
Fortification de campagne.

Les fortifications sont habituellement divisées en deux branches, celles « permanentes », bénéficiant d'un travail et de ressources importants, et celles « de campagne » qui sont réalisées de façon plus ou moins improvisée sur le terrain par les troupes. Cependant la limite entre les deux est assez floue, car des fortifications de campagne peuvent se transformer en fortifications dites semi-permanentes, quand le temps et les ressources le permettent, ou quand le besoin s'en fait sentir.

### Taille et objectif
L'objectif des fortifications, en revanche, a toujours été très variable, cherchant à protéger soit une simple demeure comme une maison forte ou un château fort ou une ville fortifiée, ou un pays entier avec un vaste système défensif, comme la Grande Muraille de Chine ou la ligne Maginot.

## Évolution

### Période préhistorique
Le moyen de garder l'ennemi en dehors du lieu que l'on veut protéger est trouvé très tôt dans l'histoire de l'humanité avec la palissade en bois, le talus de terre ou le mur de pierres sèches empilées selon les régions, souvent sur le modèle de l'éperon barré. Suffisant contre la faune, cet obstacle se révèle vite insuffisant contre l'Homme qui imagine quantité de moyens pour le franchir. Le premier instrument de siège apparaît avec l'échelle qui permet d'escalader la muraille.

### Âge du bronze
Dès le IVe millénaire av. J-C., les cités de la Mésopotamie disposent de fortifications, afin de se protéger des attaques extérieures. L'art des fortifications s'étend et s'amplifie démesurément dans cette région du monde aux alentours du IIe millénaire av. J.-C.. Leurs constructions sont contemporaines de la généralisation de l'écriture cunéiforme dans les vallées fluviales, ainsi que celle des outils monétaires, des contrats écrits et du calcul de crédit.
Le lieu protégé par ce type de fortification précoce est généralement le village où vivent les défenseurs et où ils stockent leurs réserves et richesses. La colline fortifiée est souvent circulaire, entourant les habitations ; la forme de défense la plus courante semble avoir été le « dun » où un talus de terre est créé à l'intérieur en creusant un fossé. Le talus constitue le chemin de ronde, le parapet est constitué soit par un autre talus plus petit ou une palissade en bois. Dans les régions rocailleuses comme l'Irlande ou l'Écosse, la pierre est utilisée pour tenir le flanc du talus. Dans la zone méditerranéenne, les enceintes sont constituées par des pierres colossales empilées sans aucun liant.

### Période antique
Les fortifications suscitent l'admiration à travers la mémoire des hommes et se dotent de surnaturels récits pour les magnifier comme la célèbre enceinte qui pour le roi Laomédon, fut bâtie par les dieux Apollon et Poséidon pour rendre imprenable Troie.

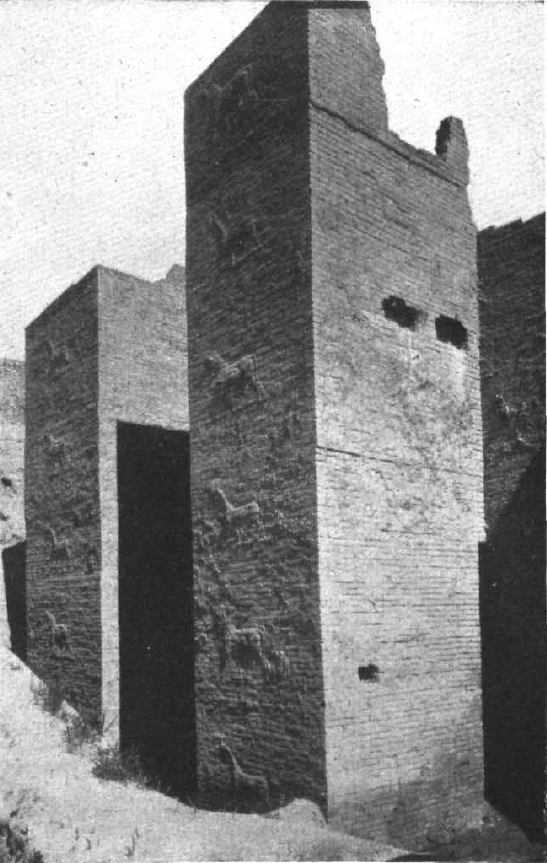
Babylone, porte d'Ishtar

L'invention de la brique séchée au soleil révolutionne l'art de fortifier, permettant de créer des murs beaucoup plus hauts, donc imprenables par escalade. Ces techniques naissent parmi les civilisations du croissant fertile, elles nécessitent outre les progrès dans l'art de la construction, une structure sociale autorisant la réquisition de nombreux travailleurs pour de longues périodes, ce que permettent les premières royautés qui émergent alors. L'objet de ce nouveau type de fortification apparaît aussi, ce sont les premières grandes villes de l'histoire. Le but est de pouvoir abriter les réserves et la population de toute la campagne environnante dans un lieu inaccessible à l'ennemi, les travaux de défense sont donc bien plus importants que ce qu'exigeait la protection d'un simple village. On voit ainsi apparaître des œuvres colossales, comme les murailles de la ville de Ninive en Assyrie, avec des murs en briques de près de quarante mètres de haut. Pour les murs de Babylone, Hérodote (Ve siècle av. J.-C.) rapporte l'emploi qu'on fait de mortier de bitume et de chaînages en roseau. À mesure qu'on creuse les fossés entourant la ville, on convertit la terre en briques que l'on fait cuire dans des fourneaux. Pour servir de liaison, on se sert de bitume chaud (ἀσφάλτῳ θερμῇ), et, de trente couches en trente couches de briques, on met des lits de roseaux entrelacés. La reine Nitocris dont c'est l’œuvre fait aussi détourner l'Euphrate dans la partie de ses États la plus exposée aux irruptions des Mèdes. Philon de Byzance (époque hellénistique), qui en fait l'une des Sept Merveilles du monde, la hauteur du mur est de plus de cinquante coudées ; quant à la largeur des murs circulaires, quatre attelages de quatre chevaux peuvent s'y élancer en même temps. Les tours, hautes de plusieurs étages et aux murs épais, peuvent contenir la foule d'une armée.
Il devient donc nécessaire de défendre l'obstacle contre l'envahisseur. Le mur étant difficile à défendre d'en bas, on invente le chemin de ronde qui permet de parcourir son sommet tout en étant protégé de l'extérieur par le parapet, plaçant les défenseurs dans une position avantageuse pour le corps à corps et le tir.

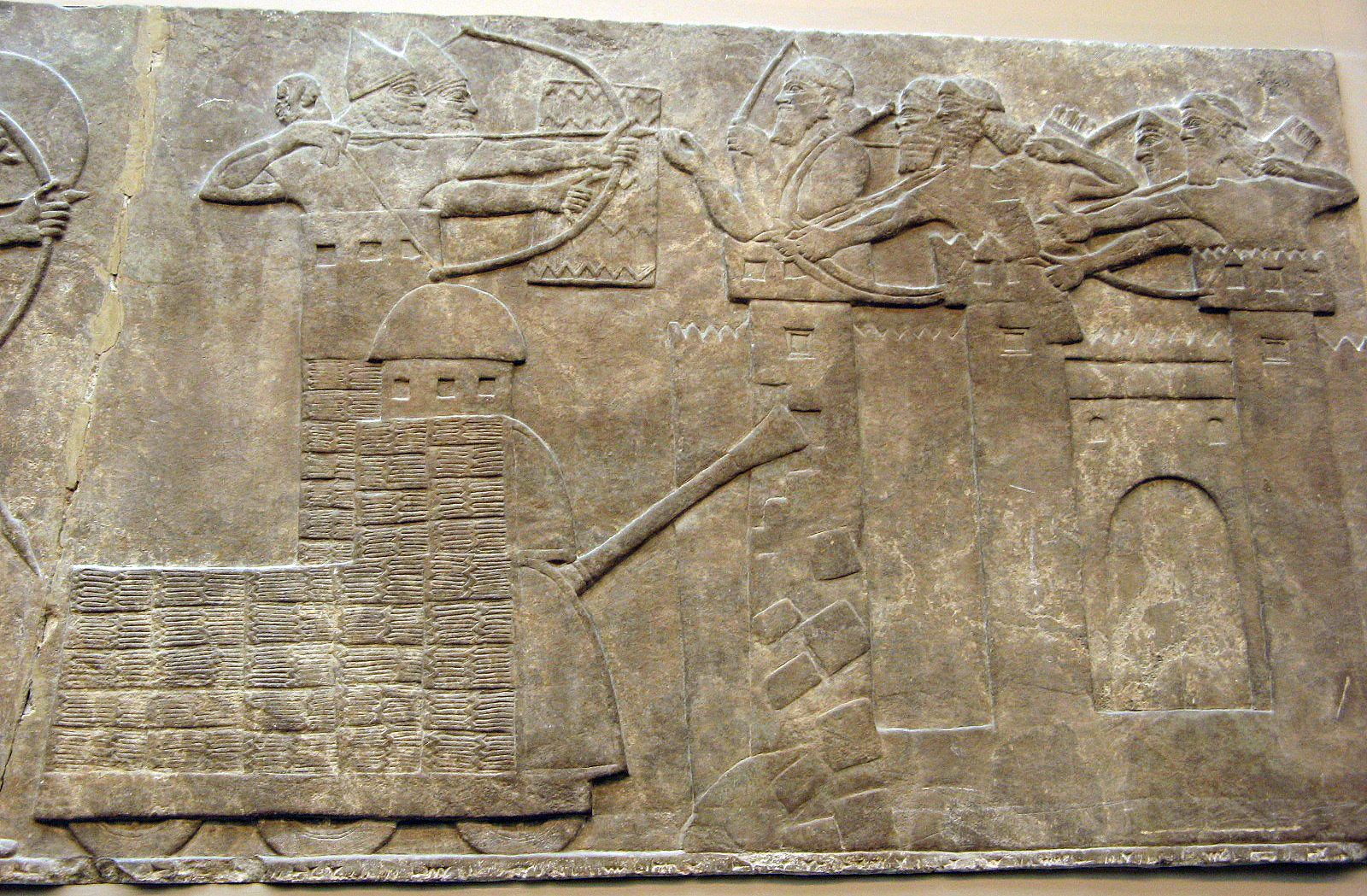
Bélier assyrien avec tourelle d'observation attaquant les murs effondrés d'une ville assiégée, tandis que les archers des deux côtés échangent des flèches. Palais Nord-Ouest à Nimroud, vers 865-860 av. J.-C. ; British Museum.

L'apparition du bélier et des travaux de sape et de mine contre les murs obligent à construire ceux-ci de façon solide avec plus de dix mètres d'épaisseur. Pour éviter un travail trop important, la solution est alors trouvée de construire deux murs parallèles et de combler l'intervalle entre les deux avec de la terre. Ces nouveaux types d'attaque provoquent l'apparition des tours qui garnissent les longueurs de mur permettant par leur avancée par rapport au mur de battre par des tirs croisés l'angle mort où opèrent les sapeurs et le bélier. Elles constituent aussi un refuge surplombant le parapet qui permet de bombarder celui-ci après une prise par l'assaillant et de plus elle sert de contrefort au mur. C'est aussi à cette époque que le parapet se garnit de créneaux qui permettent aux défenseurs de s'abriter entre deux tirs. Les villes fortifiées de cette époque deviennent quasiment imprenables par un assaut direct, il ne reste que la solution de l'investissement et du siège de longue durée pour la faire tomber par la famine ou la reddition.
Cependant les Grecs de la période classique et par la suite les Romains développent et systématisent de nouvelles tactiques et techniques de siège ou poliorcétique. Celles-ci sont liées à l'apparition de nouvelles armes de jet lourdes, les balistes et catapultes et des tours de siège. Ce type de siège bien qu'efficace demande de très longs travaux préparatoires dont l'édification d'une enceinte souvent double ceinturant l'assiégé, pour éviter les sorties de celui-ci et éventuellement une attaque d'une armée de secours adverse. De grands terrassements sont aussi nécessaires pour amener les engins de siège au contact des défenses, par exemple de grandes rampes en remblai pour avancer les tours de siège.
Comparativement les systèmes défensifs évoluent moins pendant cette période, l'effort porte principalement sur l'utilisation du terrain existant pour concevoir le réseau fortifié : on cherche à s'appuyer sur des cours d'eau ou des dénivellations importantes naturelles. Pour protéger les villes, on crée des forteresses situées sur les hauteurs pour constituer les points forts de la position. Les Romains vont par contre apporter beaucoup dans le domaine de la fortification de campagne, avec leurs camps plus ou moins provisoires. Ces travaux en terre et en bois réalisés parfois en quelques heures sont néanmoins assez difficiles à prendre, fournissant un abri sûr aux troupes. Une de leurs caractéristiques, le fossé, se généralise aussi dans les fortifications permanentes. Il présente trois avantages, il empêche l'assaillant d'amener une machine de siège au contact du mur sans l'avoir préalablement comblé, il fournit des matériaux pour la construction du mur ou de la butte constituant l'obstacle et enfin il augmente par sa profondeur la hauteur de celui-ci.
L'apogée de ce type de fortification semble avoir été atteint par les Gaulois qu'affronta César en son temps. Leurs villes étaient entourées par des talus composites constitués par un assemblage de pierres, de troncs d'arbre placés en longueur et de terre très difficile à détruire, car épais et donc résistant à des coups de bélier et insensibles au feu grâce à la présence de terre humide. Ce type de fortification appelé « murus gallicus » est encore visible sur de nombreux sites. On peut en voir une restitution au camp de Péran, près de Saint-Brieuc (Côtes-d'Armor).
D'autres perfectionnements commencent à se répandre, de nombreuses tours sont bâties sur une base circulaire ou ovale au lieu de carrée ou rectangulaire auparavant ce qui leur permet de mieux résister aux impacts des balistes. Par ailleurs les matériaux évoluent, la brique cédant la place à la pierre, plus courante aux latitudes septentrionales et moins sensible aux effets du feu et des chocs. Il semble aussi que les Romains aient mis en place les premiers hourds qui permettent de tirer vers le bas du mur sans se découvrir.

### Période médiévale

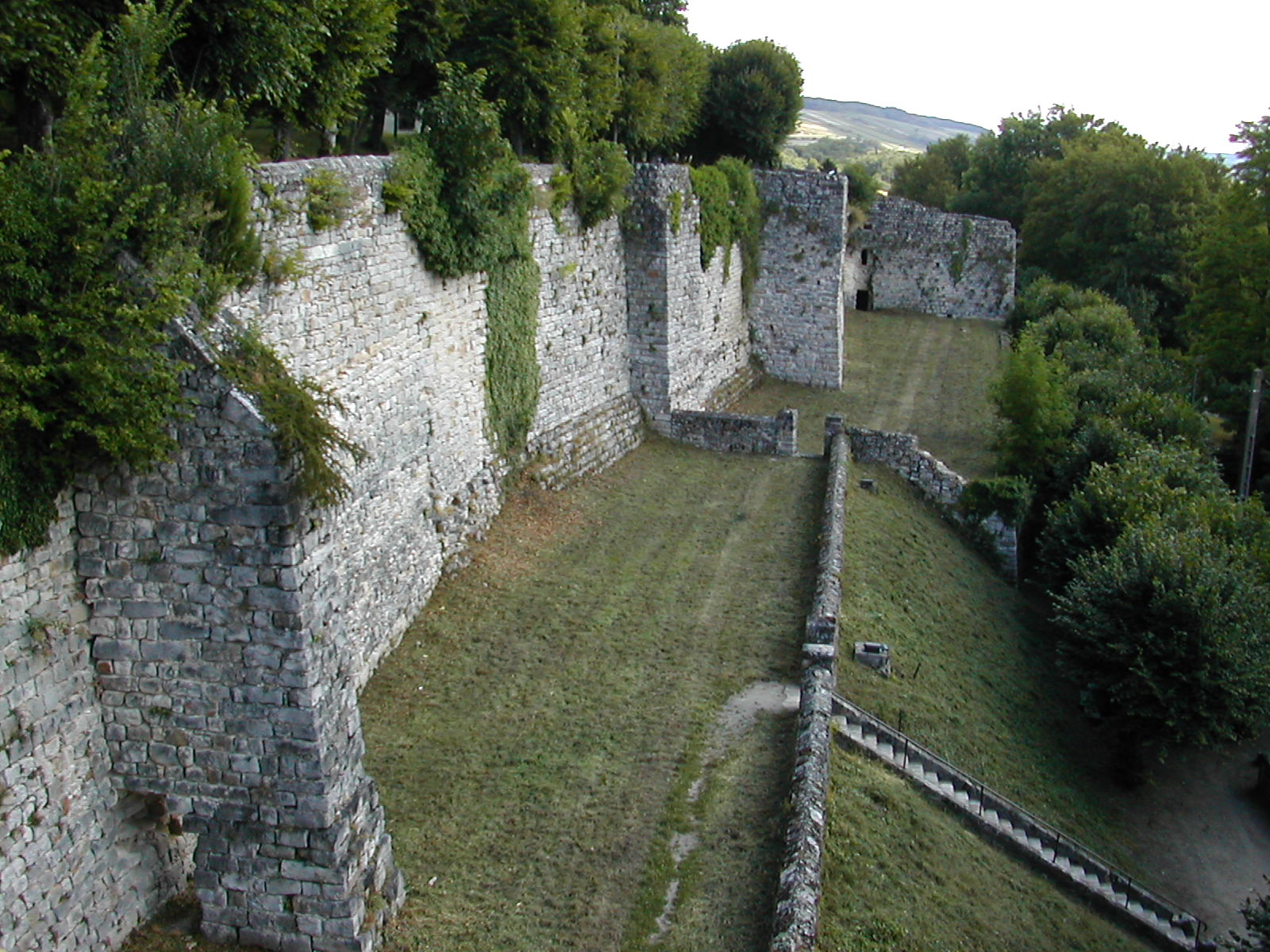
Murs d'enceinte du château de Château-Thierry, Aisne, France.

#### Motte castrale
Les invasions barbares et la chute de l'Empire romain provoquent un repli sur de plus petites communautés. Les fortifications ne vont plus chercher à protéger de vastes enceintes, mais une simple demeure, celle du seigneur.

#### Donjon ou tour maîtresse
Le donjon était utilisé en dernier recours, quand le reste du château ou de la ville a été pris par les ennemis. C'est là que se réfugie notamment le seigneur, sa famille, ainsi que les membres les plus éminents de sa cour.
Plusieurs donjons sont dignes d'être notifiés : parmi ceux-ci, celui du château de Coucy (dynamité pendant la Première Guerre mondiale), celui de Gisors, celui de la Roche Guyon (diminué d'un tiers, mais avec un souterrain d'accès)…

#### Perfectionnements de la défense active
L'histoire des châteaux-forts est notamment illustrée par le Val de Loire qui présente certaines des plus anciennes et des plus importantes forteresses françaises : Angers, Chinon, Langeais, Lavardin, Loches.

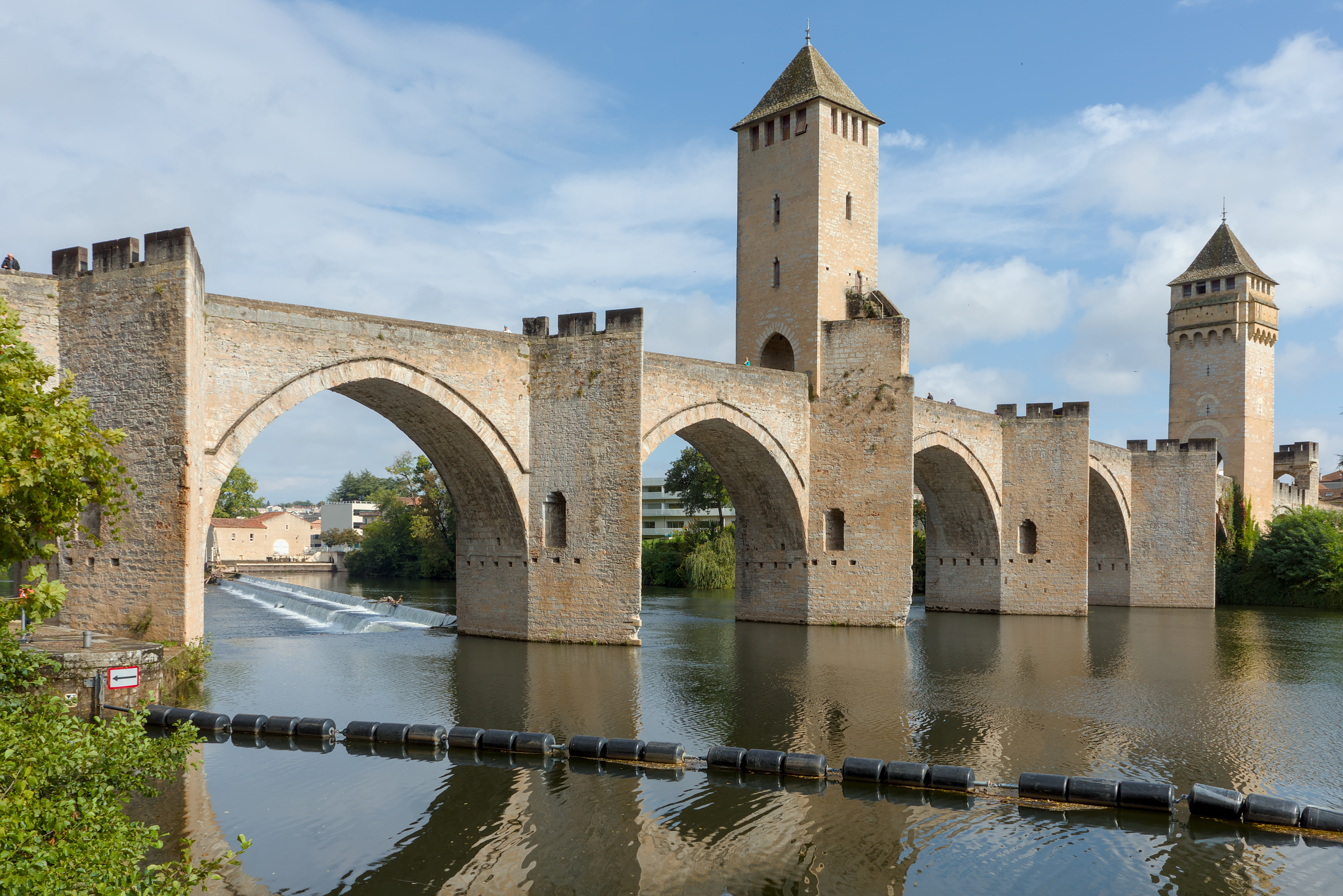
Exemple de pont fortifié, le pont Valentré.

De même, au sein du duché de Normandie avec le château de Rouen construit de 1204 à 1210 par Philippe Auguste.

#### Autres ouvrages fortifiés
D'autres ouvrages peuvent être équipé d'un système de défense. Par exemple, il existe des ponts fortifiés, des fermes fortifiées, des églises fortifiées, des moulins fortifiés, et des maisons fortifiées.

### Période moderne

#### Apparition de l'artillerie et le début du bastion

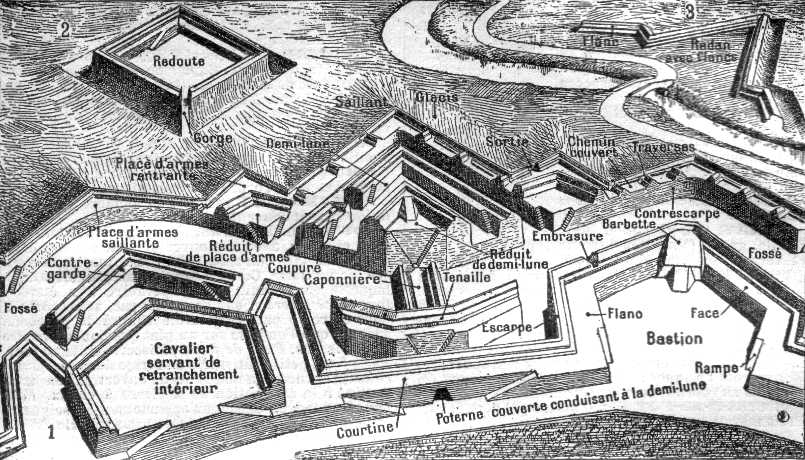
Système de fortification bastionnée.

L'apparition des premiers canons change peu de choses dans les méthodes de siège, car ils ne se révèlent pas beaucoup plus performants, au départ, que les diverses balistes. Mais peu à peu, les pièces deviennent de plus en plus puissantes grâce à l'amélioration des techniques de fabrication (canon coulé d'une pièce en fonte puis en bronze, suspendu à l'affût par deux tourillons). Elles commencent à employer des projectiles en bronze, puis en fer battu, au lieu de la pierre et du bois en usage auparavant. Ces nouveaux boulets métalliques arrivent à des vitesses supérieures aux anciens et n'éclatent pas lors de l'impact. Ils augmentent nettement la complexité de construction nécessaire à élever des murs maçonnés capables de leur résister. De surcroît, ces canons tirent à une cadence de plus en plus rapide et il devient possible de concentrer plusieurs tirs successifs sur une zone précise, afin de créer une brèche dans n'importe quel mur, ce qui était impossible avec l'artillerie névrobalistique. La mise au point du mortier et le développement des mines rend également indispensable de faire évoluer les fortifications. À la suite de la démonstration faite par l'armée de François Ier lors des guerres d'Italie, la fragilité des forteresses traditionnelles est une cause entendue.
Le siège est désormais considéré comme un duel d'artillerie entre les canons qui attaquent la place forte et ceux qui la défendent. L'art de fortifier va donc consister à donner à ces derniers le maximum d'avantages dans la lutte. Dès le XIVe siècle apparaissent les tours à canons, basses et massives, qui renforcent les forts existants. La phase suivante va être de diminuer la hauteur des courtines et des tours. L'ouvrage émerge alors à peine de son fossé, qui a repris la fonction d'obstacle, le mur haut devenant trop vulnérable. Les courtines perdent leur créneaux, au profit d'embrasures pour les canons, et des ouvrages détachés commencent à apparaître autour du corps principal de la forteresse. La fonction de ces derniers est de retarder au maximum l'attaque contre la forteresse elle-même, sans présenter un quelconque abri pour l'assaillant, une fois qu'ils sont pris. Des caponnières permettent aussi une défense plus aisée du fossé.
Lors de la guerre d'indépendance hollandaise, une nouvelle école germanique de fortification émerge et pose les bases des nouvelles manières de défendre les places fortes. Elle introduit le glacis, une zone en pente douce, privée de tout couvert, qui entoure la forteresse. Autre nouveauté, le chemin couvert, qui sépare le fossé du glacis : il permet de déployer des mousquetaires, pour fusiller tout assaillant qui s'aventurerait sur le glacis. Il est légèrement en contrebas des courtines principales qui sont armées par les canons de la place, ce qui permet l'étagement des feux ; il n'est pas protégé côté forteresse, et n'offre donc aucun avantage après sa prise. L'usage de la terre extraite du fossé dans la construction redevient prépondérant, la maçonnerie est employée principalement pour bâtir deux murs encadrant le fossé, l'escarpe côté courtine et la contrescarpe côté glacis. La tour disparaît au profit du bastion, entre lesquels s'intercalent des demi-lunes, qui remplacent les premiers ouvrages détachés. Ces deux types d'ouvrage portent l'artillerie de la place.
Toutes ces nouvelles techniques sont formalisées, en France, dans un premier traité de fortification écrit en 1600 par Jean Errard. Il y détermine les distances entre les ouvrages en fonction de la portée de l'arquebuse et préconise l'étagement des feux. Antoine de Ville et Blaise de Pagan poursuivent son œuvre, en particulier en introduisant l'usage de réduits, au sein des ouvrages, pour retarder leur chute en fournissant aux défenseurs une position de repli où ils peuvent se réfugier et bénéficier d'un avantage, au sein même de l'ouvrage. Le principe de l'échelonnement dans la profondeur est né, il est ensuite perfectionné par leurs successeurs, dont Vauban.
Les fortifications bastionnées sont rendues obsolètes avec le développement vers 1860 du canon rayé dont la portée atteint six kilomètres.

#### Systèmes de Vauban
- Les places-fortes classées au Patrimoine mondial de l'UNESCO :

- Vauban multiplie les glacis et les « dehors » fortifications extérieures détachées d’une place forte dont le but est de retarder le moment où le premier canon de l'assaillant s'approche de la dernière muraille du défenseur ou empêcher son tir direct[6].

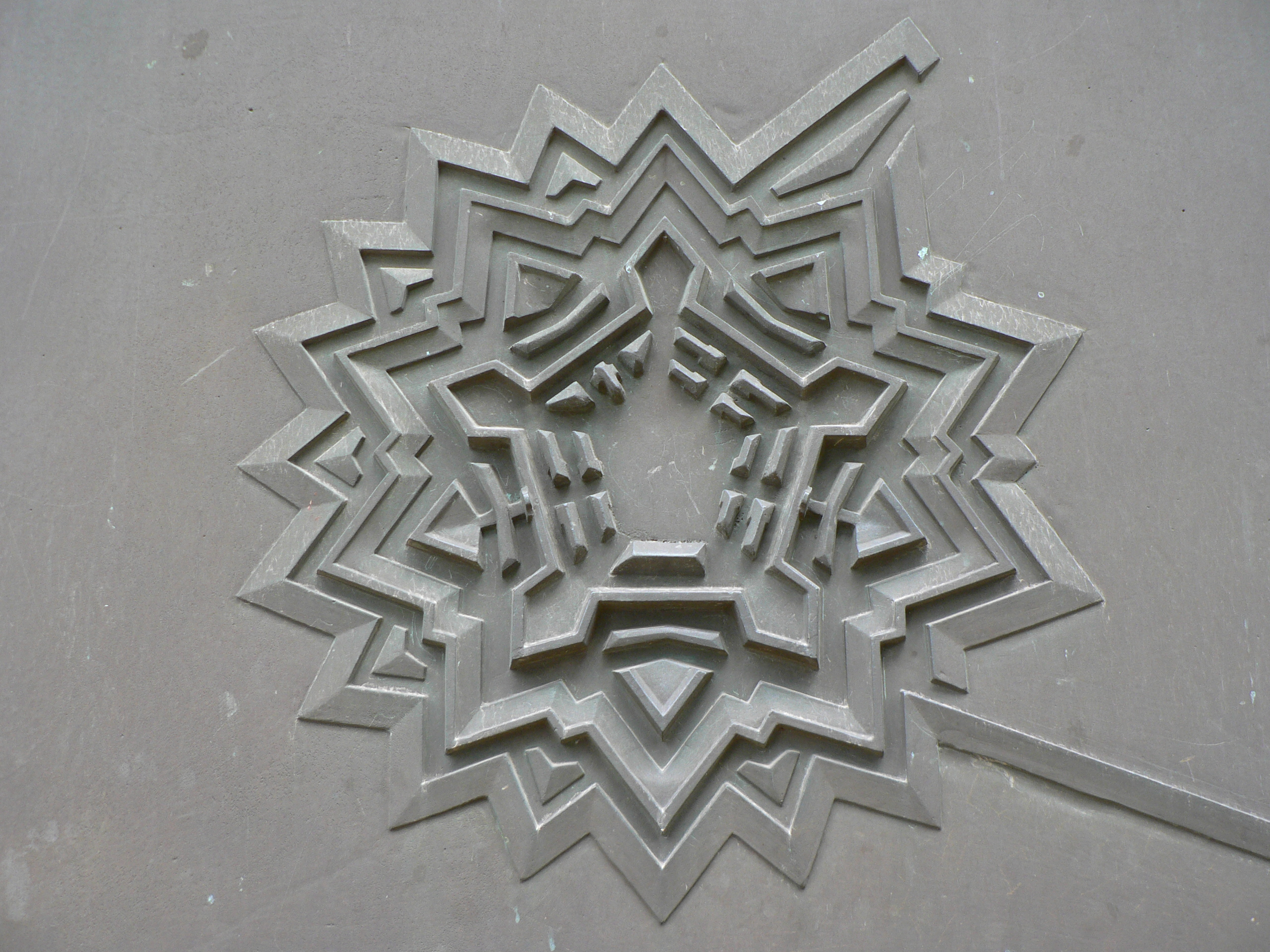
Citadelle de Lille.
Coupe des fortifications Vauban, suivant la ligne capitale passant par une demi-lune.

### Période contemporaine
- Le système Séré de Rivières
- La ligne Siegfried
- La ligne Staline
- La ligne Maginot
- Le mur alpin
- Les fortifications tchécoslovaques
- Le Réduit national
- Le mur de l'Atlantique
- Le mur de la Méditerranée

#### Barrières fortifiées de séparation
- Barrière de séparation inter-étatique
- Le Rideau de fer
- Le Rideau de fer est-allemand
- Le mur de Berlin
- Barrière de séparation israélienne
- Barrière entre les États-Unis et le Mexique

## Terminologie

### Types de fortification

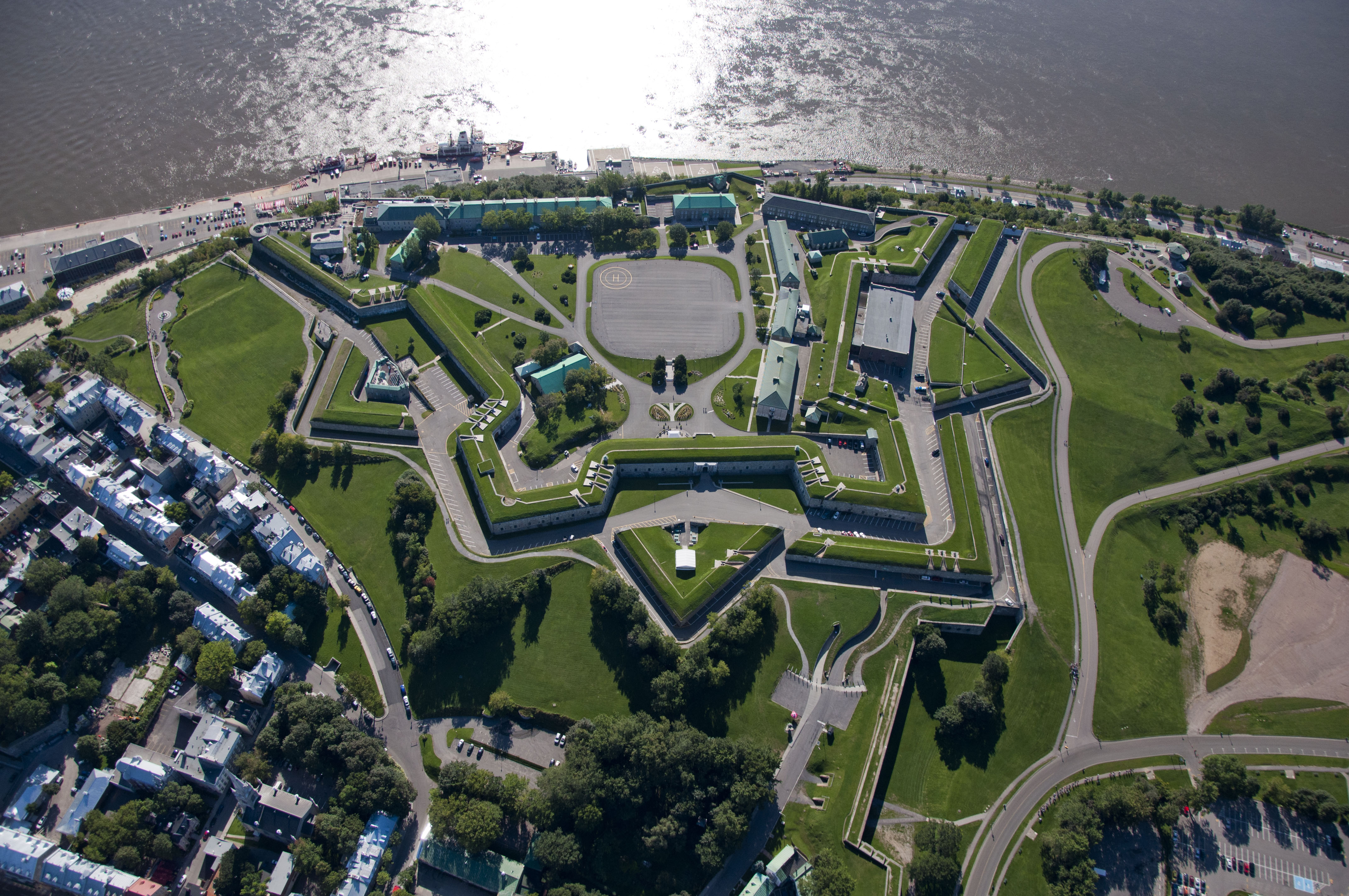
Citadelle de Québec
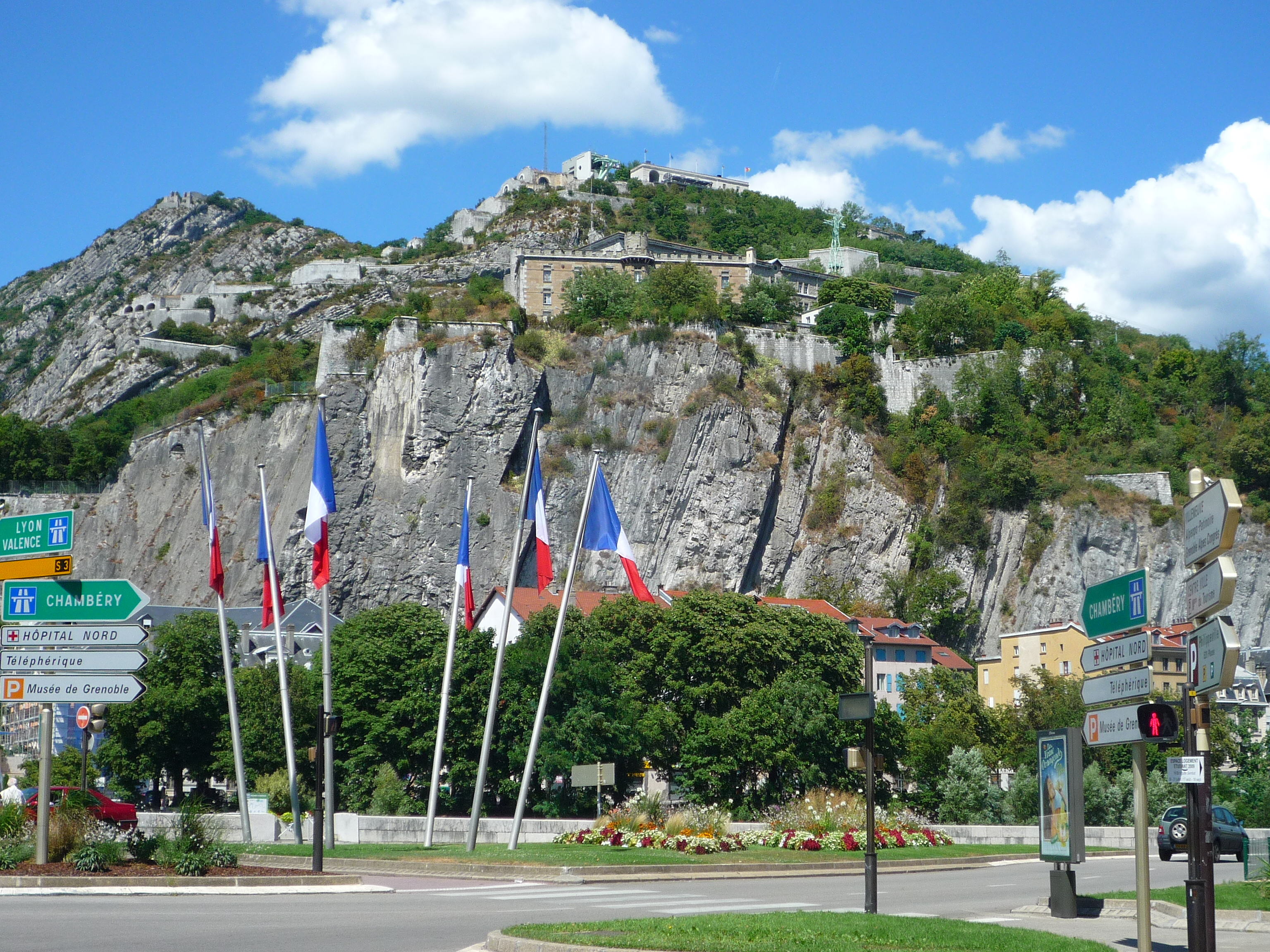
Fort de la Bastille - Grenoble
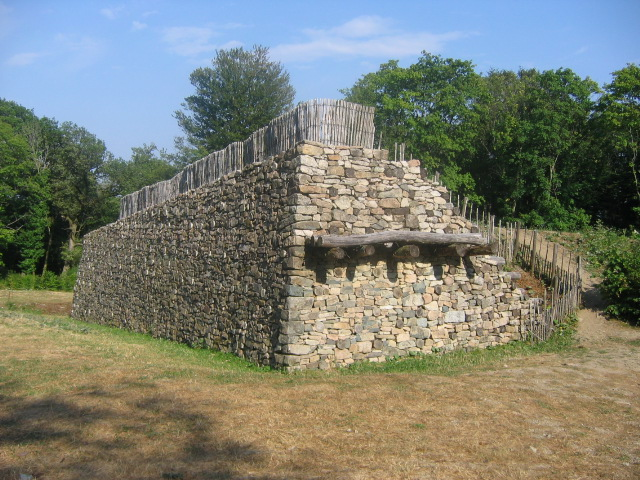
Murus gallicus, Oppidum de Bibracte
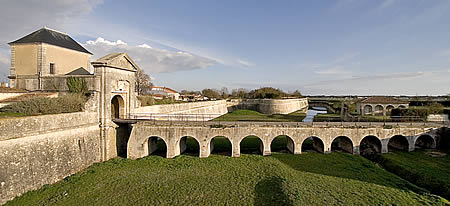
Porte des Campani, fossé, bastion (au fond), corps de garde sur une demi-lune (à droite) à Saint-Martin-de-Ré

| - Acropole - Barrière - Blockhaus - Casemate - Château fort - Citadelle - Clôture - Église fortifiée - Ferme fortifiée - Fort - Forteresse | - Ligne fortifiée - Limes - Maison forte ou maison fortifiée - Moulin fortifié - Mur - Muraille - Oppidum - Place forte - Pont fortifié - Tracé à l'italienne - Tata |

### Éléments de fortification
| - Archère - Barbacane - Bastille (fortification) - Bastion - Batardeau (voir aussi Dame) - Banquette - Barrière Cointet - Bloc - Casemate - Cavalier (fortification) - Châtelet (architecture) - Chemin couvert - Chemin de ronde - Chemise (fortification) - Cheval de frise (barrière) - Caponnière - Chicane - Contrescarpe - Coffre de contrescarpe - Contrefort |  | - Contre-garde - Contre-mine - Cordon (militaire) - Corps de place - Courtine - Couronne ou couronné - Créneau - Crête militaire - Cunette - Dame (voir aussi Batardeau) - Demi-lune - Demoiselle - Dent de dragon - Donjon - Douve - Échauguette - Éperon - Escarpe - Fascine - Fausse braie |  | - Flèche (fortification) - Fortin militaire - Fossé - Fossé diamant - Front - Gabion - Glacis (militaire) - Guette - Guérite - Grand puits - Ha-ha - Hérisson tchèque - Herse (architecture) - Hourd - Huchette - Lice - Lunette - Mâchicoulis - Merlon (fortification) - Moineau (militaire) |  | - Parapet - Place d'Armes - Plongée (militaire) - Pont-levis - Pont roulant - Poterne - Redent - Redoute (militaire) - Réduit - Rempart - Rue militaire - Tablette (militaire) - Talus - Tenaille (fortification) - Terre-plein (architecture) - Tour (fortification) - Tourelle - Traverse |

Le génie militaire est souvent chargé de la construction tandis que ce sont ses propres troupes (sapeurs) qui sont affectées à la destruction de celle de l'ennemi. On nomme siège, l'encerclement destiné à capturer une fortification qui ne peut être prise rapidement et par la seule force.
L'application et l'évolution des principes de l'architecture militaire entre le Xe et le XVe siècle peut notamment être observée à partir des forteresses du Val de Loire : Angers, Chinon, Langeais, Lavardin, Loches.

### Outils d'attaque et de défense des places fortes
Pour attaquer ou défendre une place, un certain nombre d'outils sont nécessaires. En voici quelques-uns utilisés à l'époque de Vauban :
| - Bêche - Blinde - Boulet - Brouette - Canon - Chandelier - Chausse-trape - Cheval de frise (barrière) - Circonvallation et contrevallation - Croc de frappe - Escoupe | - Fagot de sape - Fascine - Feuille de sauge - Fourche de frappe - Gabion - Hache commune - Louchet de Flandres - Mantelet - Masse (outil) - Palissade | - Pelle ferrée - Piquet - Panier - Pic à hoyau - Pic à roc - Pic à tête - Pioche - Poudre noire (Sape) - Sac à terre - Sac à terre formant créneau - Serpe |

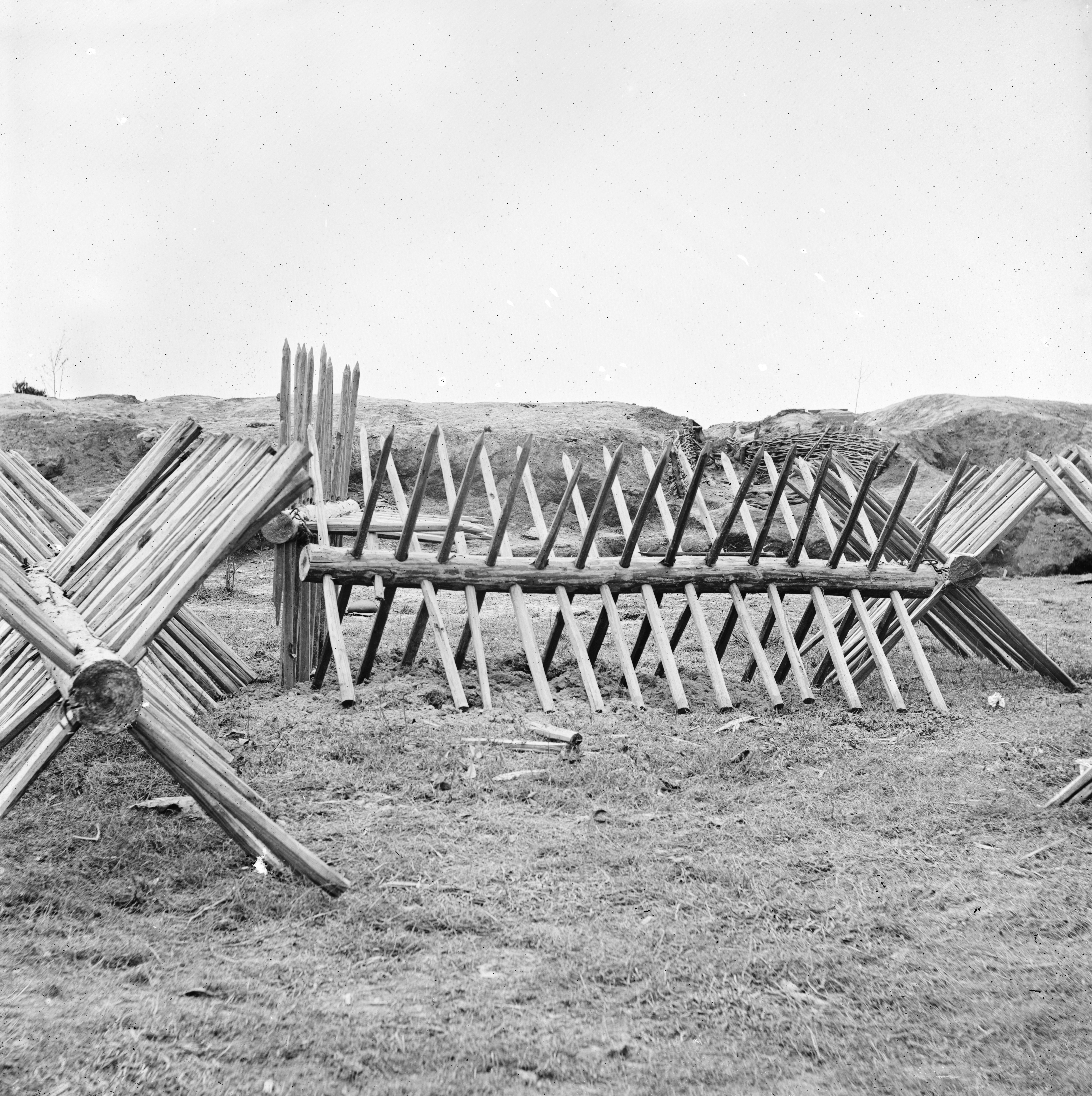
Cheval de frise.
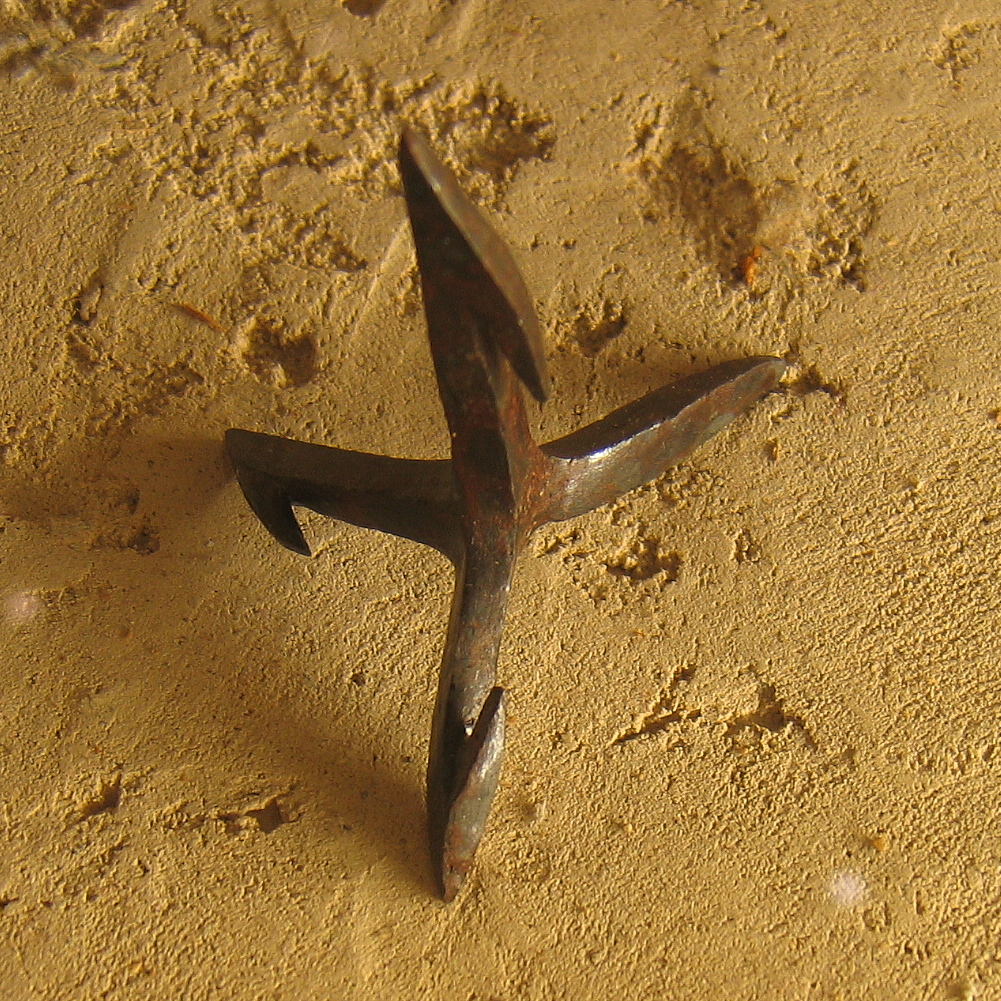
Chausse-trape romain.
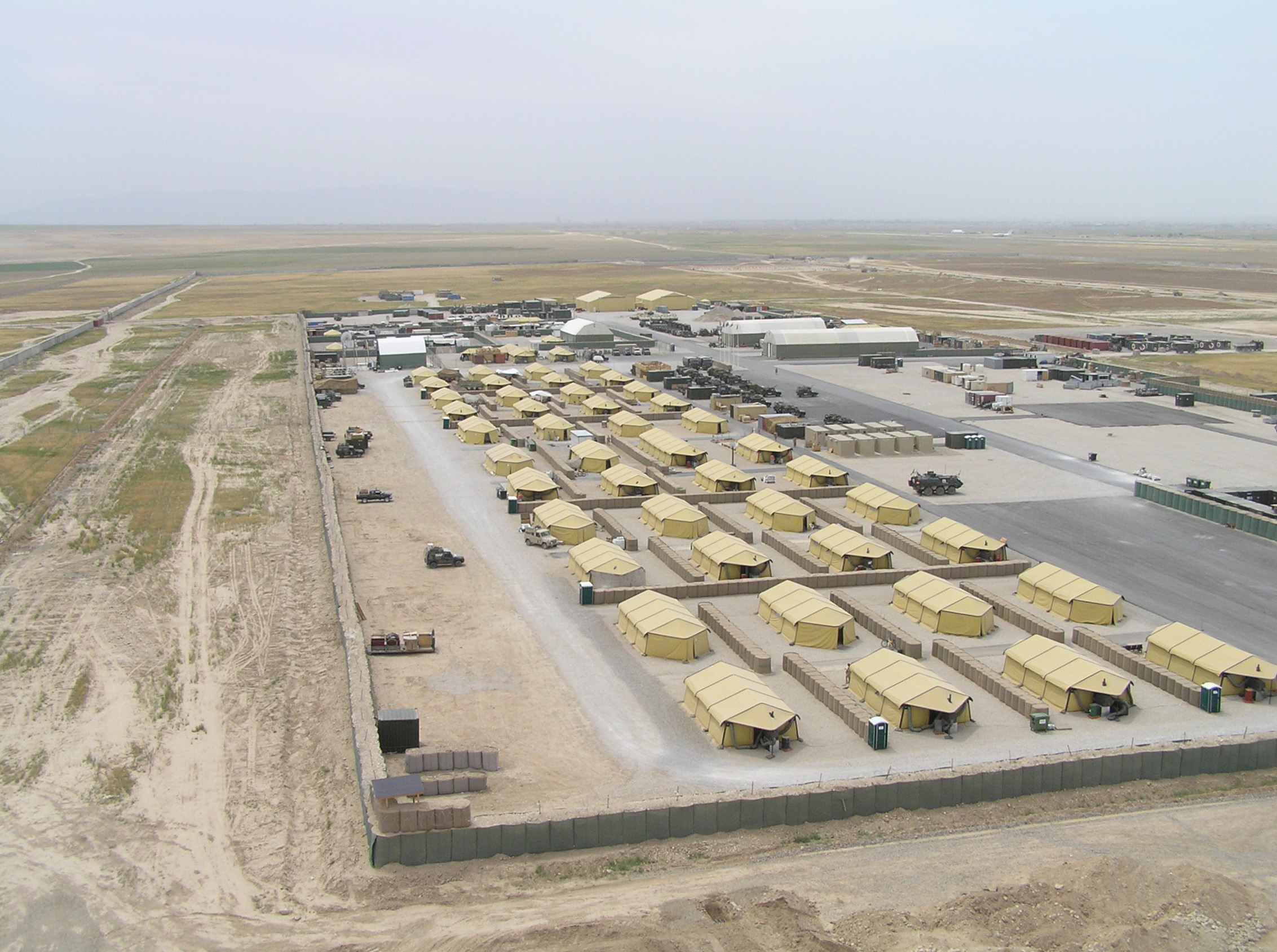
Gabions entourant un camp.
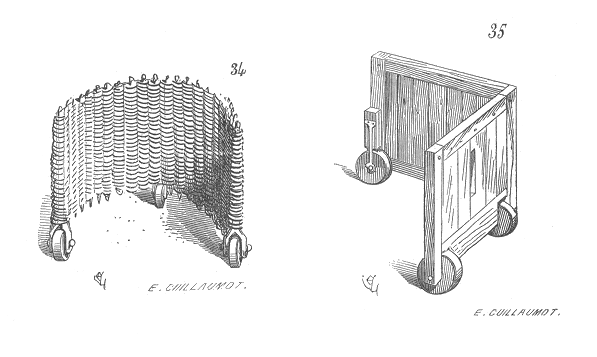
Mantelet roulant.

## Experts célèbres
| - Diadès de Pella - Giuliano da Sangallo (1445-1516) - Jean de Renaud de Saint-Rémy (…-1557), sieur de Saint Rémy - Francesco De Marchi (1504-1576) - Simon Stevin (1549-1620) - Jean Errard, dit Errard de Bar-le-Duc (1554-1610) - Jacques Aleaume (1562-1627), ingénieur des princes d'Orange. - David Van Orliens (1570-1652), ingénieur des princes d'Orange. - Antoine de Ville (1596-1657) - Jean du Breuil (Silvère de Bitainvieu) (1601-1670) - Blaise de Pagan (1604-1665) - Gennaro Maria D'Afflitto (1618-1673) | - Alain Manesson Mallet (1630-1706) - Sébastien Le Prestre de Vauban (1633-1707) - Menno van Coehoorn (1641-1704) - Maximilian von Welsch (1671-1745) - Gaspard-Joseph Chaussegros de Léry (1682-1756) - Jacques Philippe Mareschal (1689-1778) - Henri Alexis Brialmont (1821-1903) - Marc-René de Montalembert (1714-1800) - Jean Le Michaud d'Arçon (1733-1800) - François Nicolas Benoît Haxo (1774-1838) - Raymond-Adolphe Séré de Rivières (1815-1895) - André Maginot (1877-1932) |